# 6-fosfoglucanat-lactona

Estructura

La 6-fosfoglucanat-lactona és un compost intermedi en la via de la pentosa fosfat.
Es produeix a partir de la glucosa-6-fosfat per la glucosa-6-fosfat deshidrogenasa.